# Rick Medlocke and Blackfoot
| Recensione              | Giudizio   |
| ----------------------- | ---------- |
| Sputnikmusic            | 1.8 (Poor) |
| Dizionario del Pop-Rock | [ 2 ]      |

Rick Medlocke and Blackfoot è un album discografico a nome di Rick Medlocke and Blackfoot, pubblicato dalla casa discografica Atlantic Records nel 1987.

## Tracce

### LP
Lato A
1. Back on the Streets – 3:15 (Rick Medlocke, Doug Bare, Jerry Seay)
2. Saturday Night – 3:50 (Herman Brood, Danny Lademacher)
3. Closest Thing to Heaven – 4:04 (Doug Bare)
4. Silent Type – 4:42 (Doug Bare)
5. Reckless Boy – 3:24 (Rick Medlocke, Doug Bare)

Lato B
1. Private Life – 2:52 (Rick Medlocke, Doug Bare)
2. Liar – 4:39 (Russ Ballard)
3. Steady Rockin' – 3:48 (Rick Medlocke, Jerry Seay)
4. My Wild Romance – 3:42 (Rick Medlocke, Doug Bare)
5. Rock 'n' Roll Tonight – 3:37 (Glenn Murdock, Joyce J. Murdock, Michael Keck, Gary Moore, Berry Borden, Jerry Seay)

## Formazione
- Rick Medlocke - voce solista, chitarra solista, chitarra ritmica, chitarra acustica, accompagnamento vocale-cori
- Doug (Bingo) Bare - tastiere, accompagnamento vocale-cori
- Wizzard (Jerry Seay) - basso, accompagnamento vocale-cori
- Harold Seay - batteria, percussioni, accompagnamento vocale-cori

Musicisti aggiunti
- Ben Grosse - tastiere, percussioni, accompagnamento vocale-cori
- Liz Larin - duetto vocale (brano: Closest Thing to Heaven)
- Mark Woerpel - chitarra-sintetizzatore, accompagnamento vocale-cori (brano: Reckless Boy)
- Allen Liggett e Chris Andrews - accompagnamento vocale-cori (brano: Reckless Boy)
- Butler - conduttore orchestra (brano: Reckless Boy)

Note aggiuntive
- Al Nalli e Ben Grosse - produttori (per la Al Nalli Productions)
- Registrazioni e mixaggio effettuato al Pearl Sound Studios di Canton, Michigan (Stati Uniti)
- Ben Grosse - ingegnere delle registrazioni
- Michael Fitz Fitzsimmons e Chris Andrews - assistenti ingegnere delle registrazioni
- Mastering effettuato da Dennis King al Atlantic Studios di New York City, New York
- Mixaggio effettuato da Eddy Offord e Ben Grosse[3]